# Коэффициент Сортино
Коэффициент Сортино — показатель, позволяющий оценить доходность и риск инвестиционного инструмента, портфеля или стратегии.
Коэффициент Сортино рассчитывается аналогично коэффициенту Шарпа, однако вместо волатильности портфеля используется так называемая «волатильность вниз». В этом случае волатильность рассчитывается по доходностям ниже минимального допустимого уровня доходности портфеля (MAR).

## Расчет коэффициента
{\displaystyle S={\frac {R-T}{\sigma }}},
где:
- {\displaystyle R} — средняя доходность портфеля,
- {\displaystyle T} — минимально допустимый уровень доходности портфеля,
- {\displaystyle {\sigma }} — «волатильность вниз»:

{\displaystyle {\sigma }={\sqrt {\int _{-\infty }^{T}(T-x)^{2}\,f(x)\,dx}}}.